# Liste der Monuments historiques in Tours-sur-Marne
Die Liste der Monuments historiques in Tours-sur-Marne führt die Monuments historiques in der französischen Gemeinde Tours-sur-Marne auf.

## Liste der Objekte
| Bezeichnung                      | Beschreibung                                          | Standort                           | Kennzeichnung | Schutzstatus | Datum | Bild |
| -------------------------------- | ----------------------------------------------------- | ---------------------------------- | ------------- | ------------ | ----- | ---- |
| Gemälde Mariä Verkündigung (1)   | Glasmalerei, 18. Jahrhundert                          | in der Kirche Ste-Madeleine (Lage) | PM51003248    | Inscrit      | 1989  |      |
| Kanzel                           | Holz, 19. Jahrhundert                                 | in der Kirche Ste-Madeleine (Lage) | PM51003397    | Inscrit      | 1998  |      |
| Gemälde Heiliger Sebastian       | Ölfarbe auf Leinwand, Holzrahmen, 17. Jahrhundert     | in der Kirche Ste-Madeleine (Lage) | PM51001106    | Classé       | 1908  |      |
| Orgel                            | Haupteintrag für PM51001307                           | in der Kirche Ste-Madeleine (Lage) | PM51001772    | Classé       | 1993  |      |
| Instrumentalteil der Orgel       | um 1862 von Émile Déjardin gebaut                     | in der Kirche Ste-Madeleine (Lage) | PM51001307    | Classé       | 1993  |      |
| Gemälde Mariä Verkündigung (2)   | Ölfarbe auf Leinwand, Holzrahmen, 1723                | in der Kirche Ste-Madeleine (Lage) | PM51001107    | Classé       | 1908  |      |
| Zwei Engelsskulpturen            | Stein, 16. Jahrhundert                                | in der Kirche Ste-Madeleine (Lage) | PM51003245    | Inscrit      | 1989  |      |
| Gemälde Sic transit gloria mundi | Ölfarbe auf Leinwand, 16. Jahrhundert; 1995 gestohlen | in der Kirche Ste-Madeleine (Lage) | PM51001105    | Classé       | 1908  |      |
| Skulptur Christus in der Rast    | Stein, 16. Jahrhundert                                | in der Kirche Ste-Madeleine (Lage) | PM51003128    | Inscrit      | 1980  |      |
| Gemälde Heiliger Hubertus        | Ölfarbe auf Leinwand, 18. Jahrhundert                 | in der Kirche Ste-Madeleine (Lage) | PM51003247    | Inscrit      | 1989  |      |
| Gemälde Heilige Katharina        | Ölfarbe auf Leinwand, 18. Jahrhundert                 | in der Kirche Ste-Madeleine (Lage) | PM51003246    | Inscrit      | 1989  |      |